# Kōichi Kidera
Kōichi Kidera (木寺 浩一 Kidera Kōichi?, nacido el 4 de abril de 1972 en Saitama) es un exfutbolista japonés. Jugaba de guardameta y su último club fue el Zweigen Kanazawa de Japón.

## Trayectoria

### Clubes
| Club                  | País  | Año         |
| --------------------- | ----- | ----------- |
| NKK                   | Japón | 1991 - 1993 |
| Kyoto Purple Sanga    | Japón | 1994 - 1995 |
| Honda Luminozo Sayama | Japón | 1996 - 1997 |
| Albirex Niigata       | Japón | 1998 - 2005 |
| Sanfrecce Hiroshima   | Japón | 2006 - 2008 |
| Zweigen Kanazawa      | Japón | 2009        |

## Palmarés

### Títulos nacionales
| Título    | Club                | País  | Año  |
| --------- | ------------------- | ----- | ---- |
| J2 League | Albirex Niigata     | Japón | 2003 |
| J2 League | Sanfrecce Hiroshima | Japón | 2008 |